# Invasion der Killerpilze
 (février 2020).
Si vous disposez d'ouvrages ou d'articles de référence ou si vous connaissez des sites web de qualité traitant du thème abordé ici, merci de compléter l'article en donnant les références utiles à sa vérifiabilité et en les liant à la section « Notes et références ».
Albums de Killerpilze
Mit Pauken und Raketen
(2007)
Invasion der Killerpilze est le premier album du groupe allemand Killerpilze sortie en Allemagne le 9 mai 2006 et en France le 9 juillet 2007.
L'album s'écoule à 180.000 exemplaires.

## Titres
1. Ferngesteuert
2. Stubenrocker
3. Richtig Scheisse
4. Sommer
5. Springt Hoch
6. Scheissegal
7. Ich kann auch ohne dich
8. Blümchensex
9. Komm mit
10. Ich habe recht
11. Hier und Jetzt
12. Lass mich Los
13. Ich hasse dich
14. Wach auf
15. Radio brennt
16. Skandal im Sperrbezirk
17. Ich kann auch ohne dich (Live)
18. Richtig Scheisse (Live)
19. Springt Hoch (Live)

Piste vidéo : Springt Hoch, à Graz